# فهرست قنات‌های شهرستان فیروزکوه
جدول زیر براساس آمار وزارت جهاد کشاورزی تهیه شده‌است. فهرست زیر قنات‌های شهرستان فیروزکوه در استان تهران را نشان می‌دهد.
| نام قنات     | موقعیت                      | نزدیک‌ترین روستا | طول قنات (متر) | تعداد میله چاه | عمق مادر چاه | دبی (لیتر بر ثانیه) | سطح زیر کشت (هکتار) |
| ------------ | --------------------------- | --------------- | -------------- | -------------- | ------------ | ------------------- | ------------------- |
| قنات ارو     | بخش مرکزی شهرستان فیروزکوه  | ارو             | ۲۵۰            | ۶              | ۲۵           | ۱۰                  | ۳۰                  |
| قنات بالادشت | بخش مرکزی شهرستان فیروزکوه  | طرود            | ۱۷۰            | ۳              | ۱۰           | ۳                   | ۳۵                  |
| قنات لاسم    | بخش مرکزی شهرستان فیروزکوه  | لاسم چشمه       | ۱۲۰            | ۴              | ۱۲           | ۸                   | ۱۵                  |
| قنات کرز     | بخش ارجمند شهرستان فیروزکوه | طرفه            | ۱۵۰            | ۵              | ۱۵           | ۲۵                  | ۱۰۰                 |
| قنات کهریز   | بخش مرکزی شهرستان فیروزکوه  | طارس            | ۲۰۰            | ۸              | ۱۰           | ۱۷                  | ۶۰                  |
| قنات گاریزسی | بخش مرکزی شهرستان فیروزکوه  | فیروزکوه        | ۸۰۰            | ۵              | ۱۷           | ۱۵                  | ۱                   |